# Línguas indo-arianas
As línguas indo-arianas ou línguas indo-áricas, faladas principalmente no subcontinente indiano, constituem um subgrupo do ramo das línguas indo-iranianas, pertencentes às línguas indo-europeias.
Alguns autores, para evitarem o termo "ariano", preferem chamar-lhes línguas índicas. Note-se que, no contexto da linguística, o termo "índico", não tem cariz geográfico: algumas línguas faladas na Índia, que não pertencem ao ramo indo-europeu, não pertencem, neste sentido, às línguas índicas, enquanto que o superestrato indo-ariano no Mitani se refere a uma língua índica usada por um povo que não chegou a estabelecer-se no subcontinente indiano.
A SIL International, em 2005, estimava que existissem cerca de 209 variedades linguísticas, sendo as maiores, em termos de número de falantes nativos, o hindustâni (incluindo o hindi e o urdu, com cerca de 540 milhões), o bengali (com cerca de 200 milhões), o panjabi (com cerca de 100 milhões), o marata (com cerca de 70 milhões), o guzerate (cerca de 45 milhões), o nepali (com cerca de 40 milhões), o oriá (com cerca de 30 milhões), e o sindi (com cerca de 20 milhões), perfazendo um número total de cerca de 900 milhões de falantes.

## Lista de línguas indo-arianas
- Sânscrito, uma das línguas oficiais da Índia, língua litúrgica do Hinduísmo e uma das mais importantes línguas indo-europeias
- Hindi, falado na Índia
- Urdu, falado no Paquistão e língua oficial de Jamu e Caxemira, alguns distritos em Andra Pradexe, Déli e Utar Pradexe
- Dogri, língua oficial de Jamu e Caxemira
- Caxemira, língua oficial de Jamu e Caxemira
- Nepali, falado no Nepal e em Siquim
- Bengali, falado em Bangladesh e em Bengala Ocidental
- Cingalês, falado no Sri Lanka
- Divehi, língua oficial das Maldivas, considerada próxima do cingalês
- Gujarati, oficial no estado de Guzerate, na Índia
- Concani, língua oficial de Goa
- Punjabi, oficial no estado de Punjabe, dividido entre Índia e Paquistão
- Marata, oficial no estado de Maarastra, Índia
- Oriá, oficial no estado de Orissa, Índia
- Bihari, oficial no estado de Biar, Índia
- Hariani, oficial no estado de Hariana, Índia
- Assamês, língua oficial de Assam
- Sindi, oficial na província de Sinde, Paquistão
- Manipuri ou Meithei, língua oficial de Manipur
- Maithili, língua oficial de Biar
- Romani, língua dos ciganos